# Kilyana eungella
Kilyana eungella là một loài nhện trong họ Zoropsidae.
Loài này thuộc chi Kilyana. Kilyana eungella được Raven & Stumkat miêu tả năm 2005.